# Metter (Georgia)
Metter è una città degli Stati Uniti d'America, situata in Georgia, nella Contea di Candler, della quale è il capoluogo.